# Palais Lüttichau

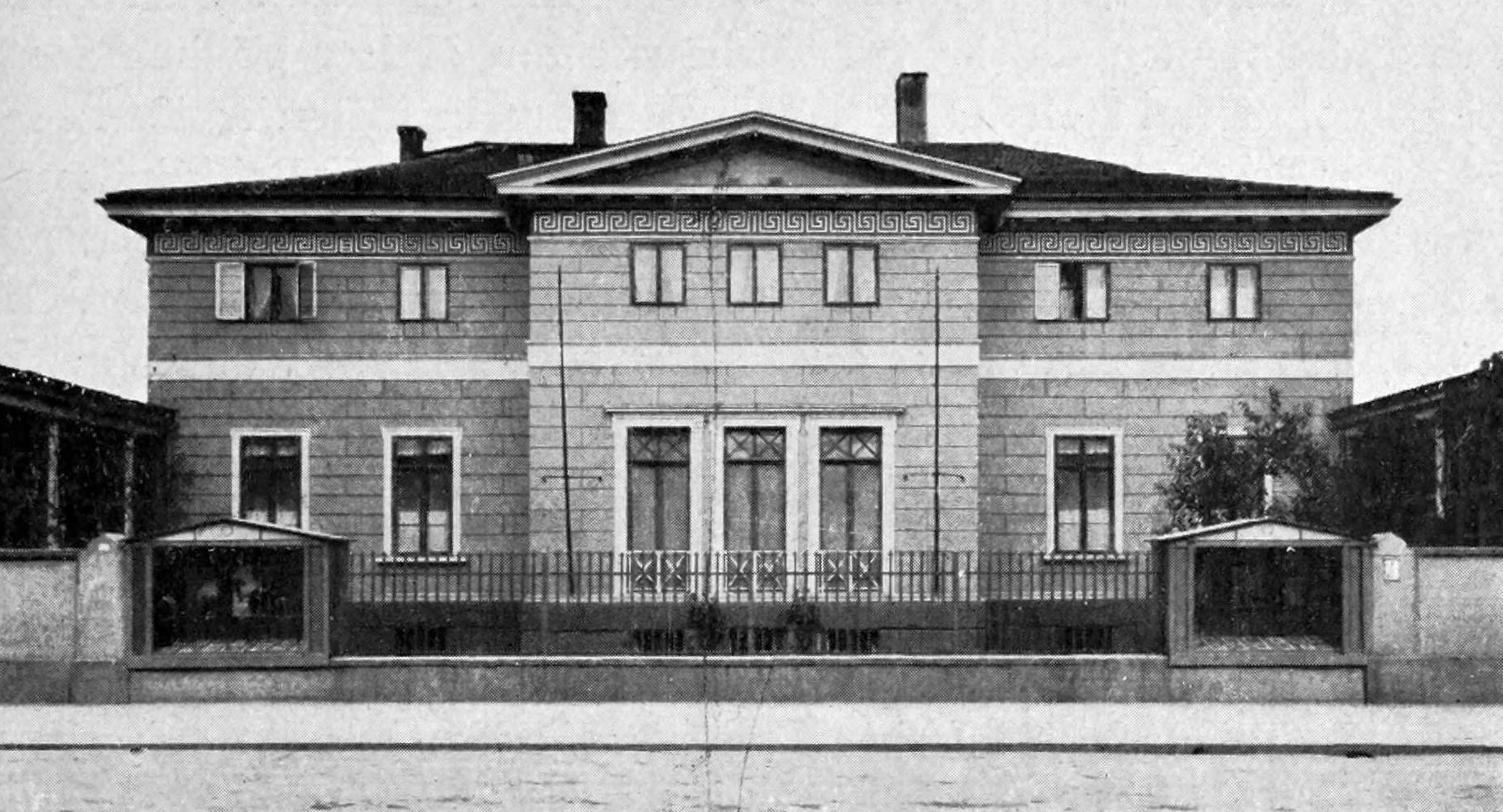
Palais Lüttichau um 1909

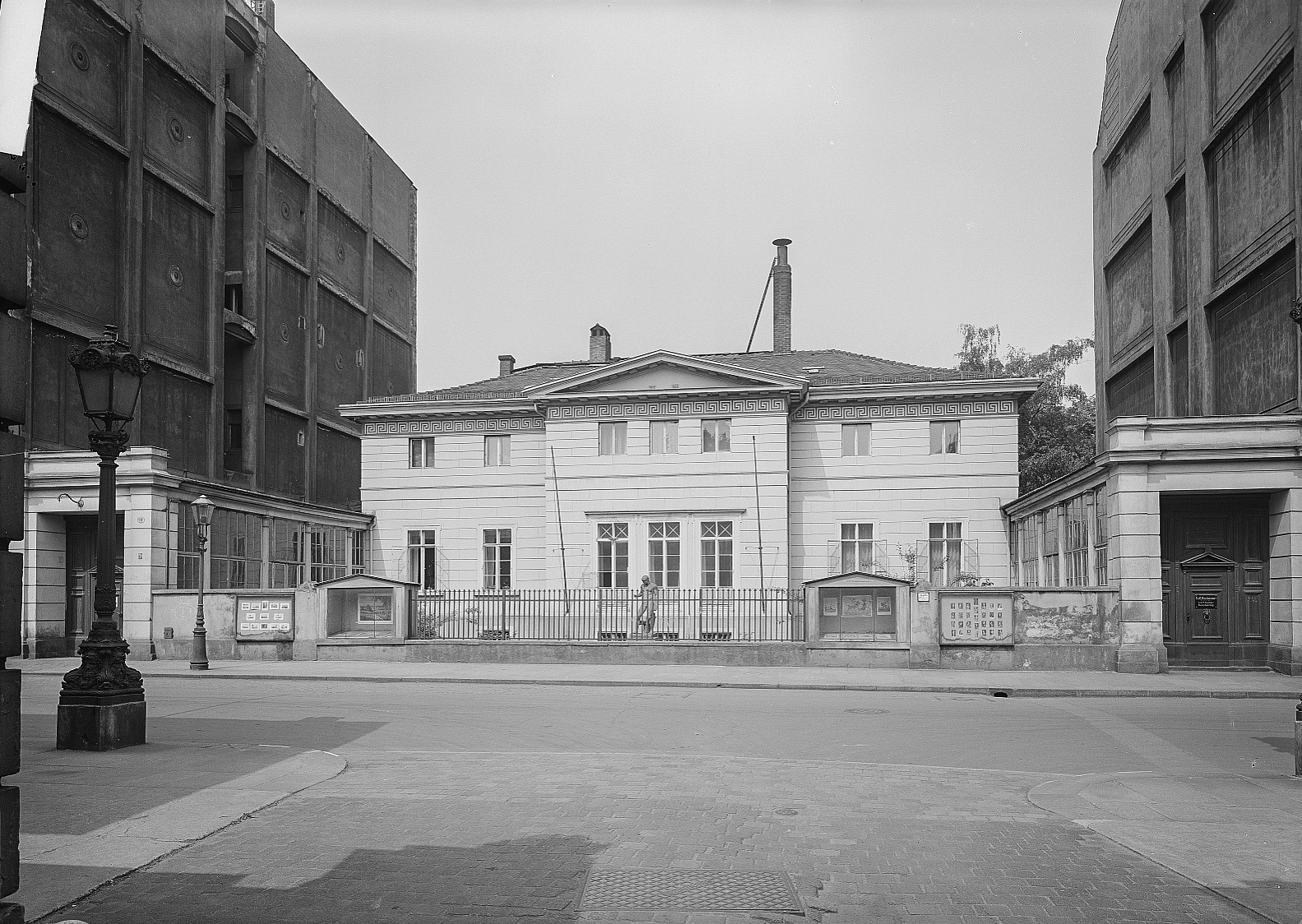
Palais Lüttichau um 1930

Das Palais Lüttichau war ein klassizistisches Wohnhaus in Dresden, Zinzendorfstraße 11 in der Pirnaischen Vorstadt. Das 1830 nach Entwurf des Architekten Joseph Thürmer für Wolf Adolf August von Lüttichau (1785–1863; 1824–1862 Generalintendant des Dresdner Hoftheaters) und seine Frau Ida von Lüttichau errichtete Haus wurde 1945 zerstört. Es stand dem Palais der Sekundogenitur fast axial gegenüber.

## Beschreibung
Das Gebäude war als zweigeschossiger Mauerwerksbau mit Erd- und Mezzaningeschoss unter einem flach geneigten Walmdach errichtet worden, die verputzte Fassade mit Quaderung wurde durch ein flaches Bandgesims zwischen Erd- und Mezzaningeschoss und ein Mäandergesims oberhalb des Mezzaningeschosses horizontal gegliedert. Die Mittelachse wurde durch einen dreifenstrigen Risalit betont, dessen oberer Abschluss ein flacher Dreiecksgiebel war. Zu beiden Seiten wurde der Risalit jeweils von zwei Fenstern flankiert.
Das Palais gehörte neben der Altstädter Hauptwache, den Torhäusern am Leipziger Tor, dem Dritten Belvedere und dem Kuppelsaal des Schlosses Pillnitz zu den wenigen Beispielen rein klassizistischer Bauten in Dresden. Es wird als „einer der wichtigsten klassizistischen Wohnbauten in Dresden“ und als „der bedeutendste spätklassizistische Privatbau“ charakterisiert. Der Entwurf zum Palais Lüttichau orientierte sich an den Bauten von Peter Joseph Krahe in Braunschweig und Friedrich Weinbrenner in Karlsruhe, so zeigt das Gebäude stilistische Ähnlichkeit mit Krahes Hollandscher Villa und mit Weinbrenners Haus Beck.

## Veränderungen
Zur Bauzeit des Palais Lüttichau hieß die Straße noch Lange Gasse, ab 1863 Lange Straße (zunächst Hausnummer 29, später Hausnummer 31), die Umbenennung in Zinzendorfstraße mit erneuter Umnummerierung erfolgte 1892.
Später wurde die Straße sukzessive mit hohen Mehrfamilienwohnhäusern in geschlossener Bauweise bebaut, das Palais war schließlich links und rechts von hohen Brandwänden eingerahmt und mutete anachronistisch an. 1945 wurde es wie die angrenzenden Gebäude zerstört, die Ruine wurde in den 1950er Jahren abgeräumt. Seitdem ist das Grundstück eine Grünfläche.

## Nutzung durch Hugo Erfurth
Von 1906 bis 1934 war der bekannte Berufsfotograf Hugo Erfurth Mieter des Hauses, der dort sein Atelier als Lichtbildnerei Erfurth betrieb. 1922 eröffnete Erfurth hier auch eine Kunsthandlung unter dem Namen Graphisches Kabinett Hugo Erfurth mit einer Ausstellung von Werken von Oskar Kokoschka. 1925 wurde eine Ausstellung mit Werken von Emil Nolde gezeigt, einige Monate später die Ausstellung „7 Bauhausmeister“ ausgerichtet, u. a. mit Werken von Paul Klee und Wassily Kandinsky. Hugo Erfurth förderte auch begabte Schüler der Dresdner Kunstakademie wie Hans Grundig, Wilhelm Lachnit oder Kurt Schütze.